# بيتي لو هولاند
بيتي لو هولاند (بالإنجليزية: Betty Lou Holland)‏ هي ممثلة أمريكية، ولدت في 25 ديسمبر 1926.

## وصلات خارجية
- بيتي لو هولاند على موقع IMDb (الإنجليزية)
- بيتي لو هولاند على موقع قاعدة بيانات برودواي على الإنترنت (الإنجليزية)
- بيتي لو هولاند على موقع قاعدة بيانات الفيلم (الإنجليزية)